# Hrastovec pod Bočem
Hrastovec pod Bočem este o localitate din comuna Poljčane, Slovenia, cu o populație de 97 de locuitori.